# Torre de Carmanxel
La Torre de Carmanxel és una obra de la Jonquera (Alt Empordà) protegida com a Bé Cultural d'Interès Local.

## Descripció
Torre bastida en època de la Guerra dels Trenta Anys al segle xix per protegir l'accés a la vila de la Jonquera, també es va utilitzar com a element final de la línia de telegrafia òptica de Catalunya. En l’actualitat s’utilitza com a refugi del GR11 i del camí de Sant Jaume, i està gestionat pel Centre Excursionista Jonquerenc. Situada dalt d'un turó, aprofitant com a basament la roca. Torre de planta irregular amb tres cossos semicirculars adossats. Murs posteriors amb dues rengleres d'espitlleres i troneres amb marcs de totxos.